# James DeGale
James DeGale (født 3. februar 1986 i London) er en britisk amatørbokser, som konkurrerer i vægtklassen super-mellemvægt og er den nuværende IBF-verdensmester. DeGales største internationale resultater er en guldmedalje fra Sommer-OL 2008 i Beijing, Kina, og to sølvmedaljer fra Europamesterskabet i boksning. Han repræsenterede Storbritannien under Sommer-OL 2008 hvor han tog guldet foran Emilio Correa junior fra Cuba.
Han blev IBF-verdensmester da han besejrede amerikanske Andre Dirrell på en enstemmig pointafgørelse den 23. maj, 2015 i Boston, Massachusetts i USA. Han har mindeværdige sejre over store navne som Marco Antonio Peribán, Stjepan Božić, Cristian Sanavia (som han boksede mod i Frederikshavn i 2012), Piotr Wilczewski og Paul Smith, mens hans eneste nederlag er til George Groves som han tabte til i 2011.